# Tim Branom
Timothy Branom (ur. 4 czerwca 1965 w Seattle) – amerykański muzyk, producent muzyczny, inżynier dźwięku i autor tekstów.

## Życiorys
W pierwszej połowie lat 80. założył w Seattle pierwszy zespół Juvenile, w którego skład weszli: gitarzyści Tom Thew oraz Vince Boccio, basista Taze Yanick oraz perkusista Jeff McCormack (Red Platinum, Heir Apparent, Nightshade). Aktywność zespołu trwała do 1985 roku.
W 1986 roku w wieku 21 lat, wyprodukował trzy utwory grupy Alice N’ Chains (przekształconej później w Alice in Chains), które znalazły się na albumie Demo 1 wydanym w 1987 roku. W skład zespołu wchodzili: wokalista Layne Staley, gitarzysta Nick Pollock, basista Johnny Bacolas oraz perkusista James Bergstrom.
W 1987 roku założył glam metalowy zespół Gipsy Rose. Zespół w trakcie swej działalności wielokrotnie przechodził zmiany personalne. Najbardziej pamiętny skład grupy stanowili: Tim Branom, gitarzysta Brock Graue (Lipstick), basista Mike Starr oraz perkusista Mike „Bones” Gersema (LA Guns). Przez krótki czas, z zespołem współpracował Jerry Cantrell, który następnie założył swój własny zespół Diamond Lie, do którego zaprosił Mike’a Starra. Grupa Gipsy Rose w niedługim czasie rozpadła się.
W 1989 roku Branom zrobił dla lokalnej stacji telewizyjnej z Seattle film o nazwie Father Rock, w której pojawiły się nieopublikowane nagrania z czasów Gipsy Rose oraz Alice N’ Chains. ponadto 90-minutowy program zawierał także muzykę innych wykonawców z Seattle, takich jak Boom Boom G.I., Show & Tell, Ron Stokes. W filmie występuje również 19 letni Layne Staley.
W roku 1990 Branom przeniósł się do Los Angeles, aby kontynuować działalność zespołu United Snakes of America. Grupa miała podpisać kontrakt z wytwórnią fonograficzną Giant Records, lecz ostatecznie projekt muzyczny okazał się niepowodzeniem. W 1991 Branom występował w zespole Bone Dancer. Skład grupy tworzyli: Branom, gitarzysta Ron Cerrito, gitarzysta Joe Bertalli, basista Kurt Scheaffer oraz perkusista Joe Fuoco. W 1993 roku Branom grał na gitarze elektrycznej oraz basowej, a także na instrumentach klawiszowych w zespole Cloud Nine. Grupa czerpała inspirację od takich wykonawców jak The Beatles, Led Zeppelin oraz Jimi Hendrix. Zespół oficjalnie istniał siedem lat, lecz nie wydał żadnego materiału.
W 1995 roku śpiewał w chórkach muzyka Monna Tanno Mondo. Wystąpił na płytach Moods & Madness, a następnie na Tales of Eternity. Pod koniec 1999 roku Branom zmienił kierunek muzyczny. Rozpoczął współpracę z JVC A&R, oraz muzykiem Eiji Nahahira. W tym czasie Branom utworzył własny zespół w którego skład weszli: gitarzysta Brian Davis, basista Mike Davis (Rob Halford, Dramarama, Lizzy Borden) i perkusista Jack Ramos (Bangalore Choir).
W późniejszym czasie rozpoczął pracę w Delta Entertainment, gdzie zajmował się masteringiem oraz produkcją albumów. W roku 2007 rozpoczął pisanie książki o scenie Seattle lat 80. postrzeganą z jego własnych doświadczeń.